# لورا موريارتي (روائية)
لورا موريارتي (بالإنجليزية: Laura Moriarty)‏ (24 ديسمبر 1970)؛ كاتِبة وروائية أمريكية. درست في جامعة كانساس.